# アルビノの木
『アルビノの木』（アルビノのき）は、2016年7月に公開された日本映画。監督は金子雅和。
2016年の日本での順次公開後、海外の映画祭で多くの賞に輝き、2018年4月にシネマ・ロサで凱旋上映が行われた。最終的に世界15か国20以上の映画祭でノミネート上映され、9か国でグランプリ含む20冠を果たしている。
2019年1月5日にBlu-ray、DVDの発売及びレンタルが開始。Blu-ray版では、金子の初期8mm/16mmフィルム作「AURA」(1998)「ショウタロウの涙」(2000)、『アルビノの木』に連なる動物をモチーフとした短編「水の足跡」「逢瀬」(共に2013)が初収録された。

## ストーリー
害獣駆除の仕事に携わる青年ユクは、多額の報酬を得られる仕事があると知る。
かつて鉱山で栄えた依木山の麓にあるわかば町は、その山に棲む白い姿の鹿が風評被害を生みかねないと危惧し、秘密裏に駆除して欲しいと願っているのだ。
重い病を抱える母の手術費用を稼ぐため、ユクは依木山へ向かう。だが山奥でひっそりと暮らす依木村の人々は、昔より白鹿を山の神と信じていた。
村の伝統を守る男＝羊市と、彼の許嫁で村の古いしきたりに疑念を抱いている女＝ナギと出会い、ユクの心は多様な価値観の中で揺れ動く…。

## キャスト
- ユク：松岡龍平
- ナギ：東加奈子
- 羊市：福地祐介
- イズミ：山田キヌヲ
- 火浦：長谷川初範
- 今守：増田修一朗
- アヤ：尾崎愛
- 根元：松蔭浩之
- 群田：細井学
- 侑子：松永麻里
- チトセ：山口智恵

## スタッフ
- 監督：金子雅和
- 脚本：金子雅和、金子美由紀
- 音楽：石橋英子
- プロデューサー：金子雅和、金子美由紀
- 撮影：金子雅和
- 照明：白石宏明
- 録音：間野翼
- 美術/衣裳：金子美由紀
- メイク：知野香那子
- 音響：黄永昌
- VFX：高橋昂也
- 助監督：滝野弘仁
- 制作主任：名倉愛
- 劇場配給：マコトヤ
- 製作：kinone

## 映画祭
- 第6回北京国際映画祭 FORWARD FUTURE部門（中国）正式上映[3]
- ゆうばり国際ファンタスティック映画祭 2016（日本）フォアキャスト部門 正式上映
- 広島国際映画祭 2016（日本）若手監督特集 正式上映/ヒロシマ平和映画賞 最終ノミネート
- うえだ城下町映画祭 2017（日本）招待上映

- フィゲイラ・フィルム・アート 2017（ポルトガル）最優秀長編劇映画賞 ※グランプリ/最優秀監督賞/最優秀撮影賞[4]
- ヴェステロース映画祭 2017（スウェーデン）最優秀撮影賞[5]
- シネルファマ・リスボン国際映画賞 -November 2017 Edition-（ポルトガル） 10-11月期 最優秀音楽賞
- 福爾摩沙國際電影獎 2017（台湾）最優秀アジア映画賞/審査員特別長編劇映画賞/審査員特別監督賞[6]
- クラフト映画祭 2018（スペイン）観客賞
- マルベーリャ映画祭 2018（スペイン）最優秀映画賞 ※グランプリ/批評家賞
- Festival CINEMISTICA 2018（スペイン）一般映画部門 最優秀賞
- FIC AUTOR 2018（メキシコ）最優秀賞 ※製作費5万ドル以下の長編劇映画部門
- 第58回アジア太平洋映画祭（台湾）亞太主題巡迴影展 招待上映
- 日本セルビア映画祭 2020（セルビア）審査員特別賞

## 備考
撮影の約6割は長野県須坂市で行われ、多くの須坂市民がエキストラで参加している。